# بوفتسن
بوفتسن (به آلمانی: Boffzen) یک شهر در آلمان است که در هولتسمیندن واقع شده‌است. بوفتسن ۲٬۹۱۷ نفر جمعیت دارد.